# 謝讓
谢让（1252年—1317年），字仲和，元朝颍昌（今河南许昌市）人。
祖父谢义，有材勇，金朝贞祐年间，为义军千户。元世祖时，谢让补任宣慰司令史。蒙古灭宋后，他改任河间等路都转运盐司经历，升为南台御史，弹劾江浙省臣不法之事。元成宗大德年间，任陕西行御史台都事，决定其御史封章及文移之可否，大德四年（1300年）选拔为监察御史。出任湖广行省左右司郎中。至大三年（1310年）任户部尚书。次年，改为刑部尚书。元仁宗时，加正议大夫，六部有疑难不决之事，他参预共议。因为他精通律学，中书省纂修典章时，以他为校正官。皇庆二年（1313年），出任陕西行省参知政事、西台侍御史。延祐四年（1317年），在官任上去世，年六十六岁，追封陈留郡公，谥宪穆。其子谢好古，官至奉政大夫、覆实司提举。